# La Chapelle-du-Bourgay
La Chapelle-du-Bourgay là một xã thuộc tỉnh Seine-Maritime trong vùng Normandie miền bắc nước Pháp.